# 8月14日
8月14日是阳历年的第226天（闰年是227天），离一年的结束还有139天。

## 大事记

### 19世紀以前
- 前74年：西漢权臣霍光废黜汉废帝刘贺。
- 92年：汉和帝与宦官郑众密谋，铲除外戚窦宪。
- 1385年：葡萄牙国王约翰一世的军队在阿尔茹巴罗塔战役击败卡斯提亚军队，开创阿维斯王朝。
- 1784年：俄国在科迪亚克岛建立其在阿拉斯加的第一個殖民地。

### 19世紀
- 1811年：英国占领爪哇。
- 1816年：英國正式併吞崔斯坦達庫尼亞，從南非的開普殖民地管理該群島。
- 1900年：英国、法国、德国、俄国、美國、日本、意大利和奧匈帝国组成的八国联军攻陷清朝首都北京。

### 20世紀
- 1915年：杨度、严复、孙毓筠、胡瑛、李燮和、刘师培等组成“筹安会”，公开鼓吹帝制。
- 1917年：第一次世界大戰：北洋政府宣布对德意志帝國、奧匈帝國宣战，废除中德、中奥条约，收回天津、汉口德奥租界，並援助協约国。
- 1920年：第7届奥运会在比利時安特卫普举行。
- 1932年：第10届奥运会在美國洛杉磯结束。
- 1935年：美国实施社会安全保障制度。
- 1937年：高志航率領中華民國空軍，陳一白指揮偵報日軍軍機情報電訊精確，在杭州筧橋上空擊退來犯日機，八月十四日因此訂為空軍節。
- 1936年：美國殺人犯雷尼·貝西亞於肯塔基州歐文斯伯勒被公開絞刑處決，為美國史上最後一次公開處決死刑犯。
- 1941年：第二次世界大戰：美国总统罗斯福和英国首相丘吉尔在停泊于加拿大纽芬兰的军舰上进行秘密会谈后发布《大西洋宪章》。
- 1945年：日本政府照会美、英、中、苏四国，宣布接受《波茨坦公告》。
- 1945年：蒋中正拒绝外蒙古自治要求。
- 1945年：《中苏友好同盟条约》签订。
- 1945年：法國貝當元帥出庭受審。
- 1947年：英属印度东部和西北地区的巴基斯坦脱离英国殖民统治独立，成立巴基斯坦自治领。
- 1953年：苏联宣布拥有氢弹，这是世界上第一颗武器化氢弹。
- 1958年：中華民國空軍和中國人民解放軍空軍在福建平潭島外海爆發空戰，中華民國空軍擊敗中華人民共和國空軍。
- 1965年：韓國發生第一次人民革命黨事件，中央情報部依照反共法逮捕41名社會主義傾向人士，進行政治肅清。
- 1971年：巴林宣布脫離英國獨立。
- 1972年：一架東德航空由東柏林飛往布爾加斯的伊留申-62包機在柯尼希斯武斯特豪森發生空難，機上乘員156人全數罹難。
- 1975年：《洛基恐怖秀》在倫敦首演，這是它在院線破紀錄的首場演出，並將繼續有限上映。
- 1980年：萊赫·華勒沙與同事在格但斯克列寧造船廠發起罷工行動，之後促使得波蘭團結工聯宣告成立並且展開數項活動。
- 1990年：列支敦斯登加入聯合國。
- 1991年：因為販毒罪名成立被判入獄三十年的香港大毒梟吳錫豪由於患上末期肝癌，獲准提前出獄。不過因為他病重，當日他實際上只是由羈留病房轉移到二等病房，他在半個月後病逝。
- 1991年：NTT Docomo移動通信成立。
- 1994年：法国国土情报监测部门在苏丹首都喀土穆秘密抓获委内瑞拉恐怖分子豺狼卡洛斯。

### 21世紀
- 2003年：美國東北部及加拿大東部發生大規模停電事件。
- 2005年：太陽神航空522號班機在希臘馬拉松附近墜毀，飛機上121人全數罹難。
- 2006年：在聯合國介入調停的情況下，黎巴嫩和以色列就之間的軍事衝突宣布共同停火。
- 2011年：中國大連爆發大規模遊行，抗議會對環境造成危害的PX（對二甲苯）項目。
- 2012年：英国渣打银行同意向美国纽约州金融服务厅支付3.4亿美元罚金以平息洗钱指控纠纷。
- 2013年：UPS航空1354號班機在美國阿拉巴馬州伯明罕－沙特爾斯沃思國際機場進場時墜毀，正副駕駛罹難[1]。
- 2013年：前中華民國總統陳水扁向民主進步黨申請再入黨案，獲得民主進步黨入黨複審小組以多數決通過[2]。
- 2013年：前埃及總統穆罕默德·穆尔西支持者在首都開羅發起反對政變示威，遭到部隊開槍鎮壓。
- 2020年：先前停靈台北賓館之中華民國首任民選總統李登輝出殯。
- 2021年：海地首都太子港以西約120公里處發生芮氏7.2級地震，造成2,248人死亡和12,763人受傷。

## 出生
- 928年：錢弘佐，五代十國時期吳越國君主（947年逝世）
- 1297年：花園天皇，日本第95代天皇（1348年逝世）
- 1642年：科西莫三世·德·麥地奇，托斯卡納大公（1723年逝世）
- 1688年：腓特烈·威廉一世，普魯士國王（1740年逝世）
- 1742年：休·珀西，英國貴族、陸軍軍官，第二代諾森伯蘭公爵（1817年逝世）
- 1742年：教宗庇護七世，羅馬主教（1823年逝世）
- 1777年：汉斯·奥斯特，丹麦物理学家、化学家，電流磁效应的发现者（1851年逝世）
- 1842年：讓·加斯東·達布，法國數學家（1917年逝世）
- 1862年：普魯士的海因里希，德國海軍元帥（1929年逝世）
- 1866年：夏爾-讓·德拉瓦萊·普桑，比利時數學家（1962年逝世）
- 1867年：约翰·高尔斯华绥，英國小說家、剧作家，1932年諾貝爾文学奖得主（1933年逝世）
- 1871年：载湉，中國清朝光緒皇帝（1908年逝世）
- 1878年：一戶直藏，日本天文學家（1920年逝世）
- 1892年：凱克豪斯魯·沙帕吉·索拉布吉，英國作曲家、音樂評論家、鋼琴家、作家（1988年逝世）
- 1924年：德爾伯特·雷·富爾克森，美國數學家（1976年逝世）
- 1924年：喬治·普雷特，法國指揮家（2017年逝世）
- 1926年：菲利普·拉比諾維茨，美國應用數學家（2006年逝世）
- 1928年：里娜·韋特繆勒，義大利電影導演、編劇（2021年逝世）
- 1932年：愛德華·索普，美國數學教授、作家、對沖基金管理者
- 1933年：理查德·恩斯特，瑞士物理化學家，1991年諾貝爾化學獎得主（2021年逝世）
- 1934年：麥若彬，英國外交官，曾任英國駐華大使（2010年逝世）
- 1941年：大衛·克羅斯比，美國創作歌手、吉他手（2023年逝世）
- 1943年：伊姆雷·西蒙，匈牙利裔巴西數學家、計算機科學家（2009年逝世）
- 1943年：維亞切斯拉夫·列別傑夫，俄羅斯律師、法學家（2024年逝世）
- 1943年：喬恩·麥克布萊德，美國太空人（2024年逝世）
- 1945年：溫·韋德斯，德国电影导演、编剧、制片人
- 1945年：史提夫·馬丁，美國電影演員、作家、音樂家
- 1947年：谷口治郎，日本漫畫家（2017年逝世）
- 1949年：安德魯·蒂施，美國企業家
- 1953年：詹姆斯·霍納，美國好萊塢電影配樂作曲家（2015年逝世）
- 1953年：吳子嘉，台灣媒體名人、美麗島電子報董事長
- 1954年：三田友子，日本女性聲優
- 1959年：魔術強森，美國NBA職業籃球運動員，曾3次获得最有价值球员奖，并带队5次获得总冠军
- 1959年：李國麟，香港醫學界、政界人物
- 1959年：彼得·秀爾，美國計算機科學家
- 1960年：莎拉·布萊曼，英國聲樂家
- 1960年：宋玉淑，韓國女演員
- 1965年：艾曼紐·琵雅，法國女演員
- 1966年：荷莉·貝瑞，美國女演員
- 1966年：鈴木保奈美，日本女演員
- 1967年：曾淑勤，臺灣原住民女歌手
- 1971年：歐偉倫，香港前職業足球運動員
- 1971年：雷歐·波瓦，義大利男演員
- 1972年：劉在錫，韓國綜藝節目主持人
- 1972年：本田貴子，日本女性聲優
- 1973年：高尼路，香港巴西籍足球運動員
- 1976年：杜大偉，香港男演員
- 1977年：石志偉，台灣棒球選手
- 1978年：尼爾·紐本，英國男演員、配音員
- 1980年：江美琪，台灣女歌手
- 1983年：盧彥勳，台灣網球選手
- 1983年：米娜·古妮丝，美國女演員
- 1983年：曹震豪，香港男歌手
- 1984年：羅賓·索德靈，瑞典職業網球選手
- 1984年：亞當·安捷羅，美國企業家
- 1988年：李昀晴，台灣女性配音員
- 1989年：盧志軒，香港足球員
- 1989年：安德尔·埃雷拉，西班牙足球員
- 1990年：楊天翔，中國配音員
- 1990年：葵司，日本AV女優
- 1993年：孔燦植，韓國男子偶像團體B1A4成員
- 1995年：保木卓朗，日本男子羽球運動員
- 1994年：徐瑋吟，台灣女藝人
- 1996年：布莉安娜·海德布蘭德，美國女演員
- 1997年：黃宏軒，台灣男演員
- 1998年：沈梦瑶，中國女子偶像團體SNH48成員
- 1998年：周梓倩，中國女歌手
- 1998年：菅野真衣，日本女性聲優
- 2002年：矢久保美緒，日本女子偶像團體乃木坂46成員
- 2002年：休寧凱，韓國男子偶像團體TXT成員
- 2007年：佛朗哥·馬斯坦托諾，阿根廷職業足球運動員
- 2008年：Rora，韓國女子偶像團體BABYMONSTER成員

## 逝世
- 582年：提比略二世，東羅馬皇帝（生年不詳）
- 1175年：李英宗，越南李朝皇帝（1136年出生）
- 1204年：源賴家，日本鎌倉幕府第2代征夷大將軍（1182年出生）
- 1433年：若昂一世，葡萄牙國王（1357年出生）
- 1464年：教宗庇護二世，羅馬主教（1405年出生）
- 1640年：松平康重，日本安土桃山時代至江戶時代前期武將、大名（1568年出生）
- 1847年：約翰·馬特克斯，美國政治人物（1777年出生）
- 1858年：德川家定，日本江戶幕府第13代征夷大將軍（1824年出生）
- 1863年：科林·坎貝爾，英國陸軍元帥，第一代克萊德男爵（1792年出生）
- 1926年：近藤久次郎，日本氣象學家（1858年出生）
- 1937年：黄梅兴，中华民国国民革命军将领（1897年出生）
- 1958年：弗雷德里克·約里奧-居禮，法國物理學家，1935年諾貝爾化學獎得主（1900年出生）
- 1972年：朱爾·羅曼，法國小說家、劇作家、詩人（1885年出生）
- 1979年：愛德華·古貝爾，印度政治人物（1894年出生）
- 1981年：貝姆，奧地利指揮家（1894年出生）
- 1988年：恩佐·法拉利，意大利法拉利汽车公司奠基人（1898年出生）
- 1994年：艾里阿斯·卡內基，英國德語作家，1981年諾貝爾文學獎得主（1905年出生）
- 1996年：，羅馬尼亞指揮家，曾擔任慕尼黑愛樂樂團、柏林愛樂樂團等多個歐洲管絃樂團的首席指揮（1912年出生）
- 2004年：切斯瓦夫·米沃什，波蘭作家、詩人，1980年諾貝爾文學獎得主（1911年出生）
- 2004年：牛玉儒，中國共產黨內蒙古自治区黨委常委、呼和浩特市委書記（1952年出生）
- 2007年：琴櫻傑將，日本相撲力士，第53代橫綱（1940年出生）
- 2021年：默里·謝弗，加拿大作曲家、作家、音樂教育家、環境論者（1933年出生）
- 2021年：卡洛斯·科雷亞，幾內亞比索政治人物，前幾內亞比索總理（1933年出生）
- 2022年：李少光，香港特區政府前保安局局長（1948年出生）
- 2023年：陳淑靜，臺灣教育家（1932年出生）

## 节假日和习俗
- 國際慰安婦紀念日（韩国为法定纪念日）
- ：綠色情人節 [3]
- 中華民國：空軍節
- 巴基斯坦：獨立日
- 日本：專賣特許之日
- 、 波蘭：工程師節
- 福克蘭群島：福克蘭日
- 世界蜥蜴日